# ХК Витјаз
Хокејашки клуб Витјаз (рус. Витязь Чехов) је професионални хокејашки клуб из града Чехова у Московској области Русије. Клуб се такмичи у Континенталној хокејашкој лиги од 2008. године у оквиру дивизије Тарасов западне конференције.
Клуб је основан 1996. године у граду Подољску (Московска област), а 2003. је пресељен у Чехов.
Домаће утакмице клуб игра у леденој дворани Витјаз у Чехову, капацитета 3.300 места (након реконструкције 2004. број места је смањен са 5.500 на 3.300).

## Адреса клуба
- Совјетски трг 3, каб.218
- 142.300 Чехов, Московска област

## Састав тима
Састав тима за сезону 2011/12. закључно са 14. септембром 2011.
| Голмани |              |                     |                    |
| Број    | Националност | Име                 | Годиште            |
| 30      | Канада       | Мет Далтон          | 4. јул 1986.       |
| 74      | Русија       | Данила Алистратов   | 30. окобар 1990.   |
| Одбрана |              |                     |                    |
| Број    | Националност | Име                 | Годиште            |
| 28      | Русија       | Игор Головков       | 17. мај 1990.      |
| 52      | Русија       | Андреј Заболотнев   | 20. јануар 1982.   |
| 4       | Русија       | Андреј Колесников   | 26. фебруар 1989.  |
| 18      | Русија       | Никита Коровкин     | 3. децембар 1983.  |
| 79      | Русија       | Алексеј Трошћински  | 9. октобар 1973.   |
| 3       | Русија       | Динар Хафизулин     | 5. јануар 1989.    |
| 97      | Русија       | Михаил Чернов       | 11. новембар 1978. |
| 55      | Русија       | Данил Марков        | 30. јул 1976.      |
| Напад   |              |                     |                    |
| Број    | Националност | Име                 | Годиште            |
| 33      | Канада       | Џереми Јаблонски    | 21. март 1980.     |
| 91      | Русија       | Никита Точицкиј     | 17. август 1991.   |
| 23      | Русија       | Јевгениј Тимкин     | 3. септембар 1990. |
| 47      | Канада       | Ник Тарнаски        | 25. новембар 1984. |
| 13      | Русија       | Денис Сергејев      | 24. август 1983.   |
| 48      | Русија       | Александар Романов  | 18. август 1980.   |
| 81      | Русија       | Андреј Поснов       | 19. новембар 1981. |
| 72      | Русија       | Артемиј Панарин     | 30. октобар 1991.  |
| 51      | Канада       | Џон Мирасти         | 4. јун 1982.       |
| 26      | Русија       | Сергеј Леснухин     | 9. фебруар 1987.   |
| 11      | Русија       | Николај Костичкин   | 24. март 1989.     |
| 17      | Русија       | Никита Двуреченскиј | 30. јул 1991.      |
| 19      | Русија       | Игор Величкин       | 30. јул 1987.      |
| 21      | Канада       | Кристофер Бренан    | 27. август 1980.   |
| 36      | Русија       | Вадим Бердников     | 7. јул 1987.       |
| 88      | Русија       | Михаил Анисин       | 1. март 1988.      |